# Acontiophorum bombayensis
Acontiophorum bombayensis är en havsanemonart som beskrevs av Parulekar 1968. Acontiophorum bombayensis ingår i släktet Acontiophorum och familjen Acontiophoridae. Inga underarter finns listade i Catalogue of Life.